# 奥托·冯·桑德斯
奥托·利曼·冯·桑德斯（德語：Otto Liman von Sanders，1855年2月17日—1929年8月22日）是第一次世界大战期间的德国将军，在加里波利之战担任奥斯曼帝国的军事顾问及军事指挥官。

## 早年生活
奥托利曼·冯·桑德斯出生在德国波美拉尼亚地区斯武普斯克。他的父亲是一个犹太贵族，如同许多其他的普鲁士贵族家庭，他加入了陆军，并通过晋升至陆军中将。

## 军事生涯
他在1913年被委派去奥斯曼帝国担任军事顾问帮助他们进行现代化军队。1914年7月即将开始的战争，由于奥斯曼帝国的政府没有很多的军费，改革奥斯曼军队的效果不显著，其中士兵人数虽多但是训练不足及武器数量也大量缺乏。在1914年8月1日德国和奥斯曼帝国政府签署了秘密同盟条约。条约的规定包括德国的军事顾问将执掌奥斯曼帝国军队的军事行动，直接控制奥斯曼帝国军队。这是后来加里波利战争的胜利主要原因之一。
当奥斯曼帝国于1914年10月29日正式參戰进入了战争。奥斯曼帝国在恩维尔·帕夏率领下與俄國在高加索地区發生戰鬥。俄軍虽然初時作戰不利，但於1915年1月發動反攻，奥斯曼帝国的第九集团军被歼灭，共损失约7万多人。
结果恩维尔·帕夏心灰意冷回到首都伊斯坦布尔后，把军事权力全部交给奥托利曼·冯·桑德斯。在1915年3月18日英法两国投入战役的共计有62艘军舰，以及大量辅助船只，摧毁了沿达达尼尔海峡的奥斯曼帝国的海边防御。加里波利之战就此时正式上演了。在十一个月后奥斯曼帝国付出了二十万的军力伤亡换来艰难的胜利。

## 晚年生活
在第一世界大战结束后，奥托利曼·冯·桑德斯于1919年2月在马耳他被拘捕了并控告他犯有战争罪，六个月后他被释放并宣布从德国军队退休。1927年，他出版了自传主要关于囚禁在马耳他的生活点滴。两年后，奥托利曼·冯·桑德斯在1929年寿终正寝，享年74岁。